# Ligue des champions Élite de l'AFC 2025-2026
Navigation
Édition précédente Édition suivante
La Ligue des champions Élite de l'AFC 2025-2026 est la 44e édition de la plus prestigieuse des compétitions inter-clubs asiatiques de football et la 2e édition sous le nom de Ligue des champions Élite.
Cette compétition organisée par l'AFC oppose les meilleurs clubs asiatiques qui se sont illustrés dans leurs championnats respectifs la saison précédente.
La phase finale de la compétition allant des quart de finale jusqu'à la finale, est désormais centralisée dans un seul pays. Ce sera l'Arabie saoudite qui l'accueillera lors de cette édition.
Le vainqueur de la Ligue des champions Élite se qualifie pour la Ligue des champions Élite de l'AFC 2026-2027, la Coupe intercontinentale de la FIFA 2026 et la Coupe du monde des clubs de la FIFA 2029.

## Désignation du pays hôte de la phase finale
Le 1er décembre 2023, l'AFC annonce que l'Arabie saoudite est le pays hôte de la phase finale pour cette saison comme la précédente.

## Format
Le format de cette compétition est identique à celui de la saison précédente. La compétition est composée de 28 équipes faisant partie des 6 nations de chaque zone régionale les mieux classées au Classement des compétitions de clubs de l'AFC.
La phase principale est composée de deux championnats à douze équipes, un par zone régionale alors que la phase finale est centralisée à partir des quarts de finale.
Chaque club joue contre huit adversaires différents (quatre matches à domicile et quatre matches à l'extérieur). Les équipes sont réparties au sein de leur zone régionale dans deux chapeaux de 6 équipes selon le Classement des compétitions de clubs. Chaque équipe affronte (sur un seul match) quatre équipes de son propre chapeau, et quatre équipes de l'autre chapeau. À la fin de cette phase :
- les huit premiers se qualifient pour les huitièmes de barrage par zone géographique ;
- les quatre vainqueurs participent ensuite à la phase centralisée.

## Participants
28 équipes provenant de 12 associations membres de l'AFC peuvent participer à la Ligue des champions Élite 2025‑2026.
D'après le Classement des compétitions de clubs de l'AFC 2024, une liste définit d’abord le nombre de clubs qu’une association a le droit d’envoyer, :
- Le vainqueur de la Ligue des champions Élite de l'AFC 2024-2025 est qualifié d'office ;
- Le vainqueur de la Ligue des champions 2 de l'AFC 2024-2025 est qualifié d'office ;
- Les associations à la 1re place de chaque zone régionale envoient trois clubs en phase de ligue ;
- Les associations aux places 2 à 3 de chaque zone régionale envoient deux clubs en phase de ligue et un club en tour préliminaire ;
- Les associations à la 4e place de chaque zone régionale envoient un club en phase de ligue et un club en tour préliminaire ;
- Les associations aux places 5 à 6 de chaque zone régionale envoient un club en phase de ligue.

Le Tenant du titre, l'Al-Ahli FC et le Sharjah FC vainqueur de la Ligue des champions 2 2024-2025, ne se qualifiant pas via leurs championnats, prennent la troisième place qui était attribuée à leur nation.

### Région de l'Ouest
| Ligue des champions Élite de l'AFC          | Ligue des champions Élite de l'AFC          | Ligue des champions 2 de l'AFC                 | Ligue des champions 2 de l'AFC                 |
| ------------------------------------------- | ------------------------------------------- | ---------------------------------------------- | ---------------------------------------------- |
| Vainqueur du Tournoi 2025                   | Al-Ahli FC                                  | Vainqueur du Tournoi 2025                      | Sharjah FC                                     |
| Arabie saoudite (Rang AFC W1 - 103,148 pts) | Arabie saoudite (Rang AFC W1 - 103,148 pts) | Émirats arabes unis (Rang AFC W2 - 74,873 pts) | Émirats arabes unis (Rang AFC W2 - 74,873 pts) |
| Champion 2024-2025                          | Al-Ittihad Club                             | Champion 2024-2025                             | Shabab AlAhli Dubai FC                         |
| 2e du Championnat 2024-2025                 | Al-Hilal FC                                 | 3e du Championnat 2024-2025                    | Al-Wahda FC                                    |
| Qatar (Rang AFC W3 - 70,330 pts)            | Qatar (Rang AFC W3 - 70,330 pts)            | Iran (Rang AFC W4 - 68,640 pts)                | Iran (Rang AFC W4 - 68,640 pts)                |
| Champion 2024-2025                          | Al-Sadd SC                                  | Champion 2024-2025                             | Tractor SC                                     |
| Vainqueur de la Coupe 2024-2025             | Al-Gharafa SC                               | Champion 2024-2025                             | Tractor SC                                     |
| Ouzbékistan (Rang AFC W5 - 47,259 pts)      | Ouzbékistan (Rang AFC W5 - 47,259 pts)      | Irak (Rang AFC W6 - 37,118 pts)                | Irak (Rang AFC W6 - 37,118 pts)                |
| Champion 2024                               | Nasaf Qarshi                                | Champion 2024-2025                             | Al-Shorta SC                                   |

| Qatar (Rang AFC W3 - 70,330 pts) | Qatar (Rang AFC W3 - 70,330 pts) | Iran (Rang AFC W4 - 68,640 pts) | Iran (Rang AFC W4 - 68,640 pts) |
| -------------------------------- | -------------------------------- | ------------------------------- | ------------------------------- |
| 2e du Championnat 2024-2025      | Al-Duhail SC                     | 2e du Championnat 2024-2025     | Sepahan SC                      |

### Région de l'Est
| Japon (Rang AFC E1 - 96,999 pts)     | Japon (Rang AFC E1 - 96,999 pts)     | Corée du Sud (Rang AFC E2 - 93,600 pts) | Corée du Sud (Rang AFC E2 - 93,600 pts) |
| ------------------------------------ | ------------------------------------ | --------------------------------------- | --------------------------------------- |
| Champion 2024                        | Vissel Kobe                          | Champion 2024                           | Ulsan HD                                |
| 2e du Championnat 2024               | Sanfrecce Hiroshima                  | 2e du Championnat 2024                  | Gangwon FC                              |
| 3e du Championnat 2024               | FC Machida Zelvia                    | 4e du Championnat 2024                  | FC Séoul                                |
| Chine (Rang AFC E3 - 57,764 pts)     | Chine (Rang AFC E3 - 57,764 pts)     | Thaïlande (Rang AFC E4 - 49,546 pts)    | Thaïlande (Rang AFC E4 - 49,546 pts)    |
| Champion 2024                        | Shanghai Port FC                     | Champion 2024-2025                      | Buriram United                          |
| 2e du Championnat 2024               | Shanghai Shenhua FC                  | Champion 2024-2025                      | Buriram United                          |
| Australie (Rang AFC E5 - 34,703 pts) | Australie (Rang AFC E5 - 34,703 pts) | Malaisie (Rang AFC E6 - 31,331 pts)     | Malaisie (Rang AFC E6 - 31,331 pts)     |
| Champion 2024-2025                   | Melbourne City FC                    | Champion 2024-2025                      | Johor Darul Ta'zim FC                   |

| Chine (Rang AFC E3 - 57,764 pts) | Chine (Rang AFC E3 - 57,764 pts) | Thaïlande (Rang AFC E4 - 49,546 pts) | Thaïlande (Rang AFC E4 - 49,546 pts) |
| -------------------------------- | -------------------------------- | ------------------------------------ | ------------------------------------ |
| 3e du Championnat 2024           | Chengdu Rongcheng FC             | 2e du Championnat 2024-2025          | Bangkok United                       |

## Calendrier
| Nom                                                             | Tirage au sort | Zone Ouest                                                             | Zone Ouest                                                         | Zone Est                                                                        | Zone Est                                                             |
| Nom                                                             | Tirage au sort | Date aller                                                             | Date retour                                                        | Date aller                                                                      | Date retour                                                          |
| --------------------------------------------------------------- | -------------- | ---------------------------------------------------------------------- | ------------------------------------------------------------------ | ------------------------------------------------------------------------------- | -------------------------------------------------------------------- |
| Tours préliminaires (2025)                                      |                |                                                                        |                                                                    |                                                                                 |                                                                      |
| Premier tour                                                    | Aucun          | 12 août 2025                                                           | 12 août 2025                                                       | 12 août 2025                                                                    | 12 août 2025                                                         |
| Phase de ligue (2025-2026)                                      |                |                                                                        |                                                                    |                                                                                 |                                                                      |
| Journées 1 et 5 Journées 2 et 6 Journées 3 et 7 Journées 4 et 8 | 15 août 2025   | 15 et 16 septembre 29 et 30 septembre 20 et 21 octobre 3 et 4 novembre | 24 et 25 novembre 8 et 9 décembre 9 et 10 février 16 et 17 février | 16 et 17 septembre 30 septembre et 1er octobre 21 et 22 octobre 4 et 5 novembre | 25 et 26 novembre 9 et 10 décembre 10 et 11 février 17 et 18 février |
| Phase à élimination directe (2026)                              |                |                                                                        |                                                                    |                                                                                 |                                                                      |
| Huitièmes de finale                                             | Aucun          | 2 et 3 mars                                                            | 9 et 10 mars                                                       | 3 et 4 mars                                                                     | 10 et 11 mars                                                        |
| Quarts de finale                                                | 18 mars 2026   | 24 et 25 avril                                                         | 24 et 25 avril                                                     | 24 et 25 avril                                                                  | 24 et 25 avril                                                       |
| Demi-finale                                                     | 18 mars 2026   | 28 et 29 avril                                                         | 28 et 29 avril                                                     | 28 et 29 avril                                                                  | 28 et 29 avril                                                       |
| Finale                                                          | 18 mars 2026   | Samedi 2 mai 2026                                                      | Samedi 2 mai 2026                                                  | Samedi 2 mai 2026                                                               | Samedi 2 mai 2026                                                    |

## Tours préliminaires
Ce tour concerne les équipes issue des associations classées aux 3e et 4e place du classement AFC de chaque zone. Les vainqueurs de ce tour se qualifient pour la phase de ligue tandis que les perdants sont reversés en phase de ligue de Ligue des champions 2 de l'AFC 2025-2026.
| Équipe 1             | Résultat          | Équipe 2          |
| Région de l'Ouest    | Région de l'Ouest | Région de l'Ouest |
| -------------------- | ----------------- | ----------------- |
| Al-Duhail SC         | 3 - 2             | Sepahan SC        |
| Région de l'Est      |                   |                   |
| Chengdu Rongcheng FC | 3 - 0             | Bangkok United    |

## Phase de ligue

### Format et tirage au sort
Le tirage au sort a lieu au siège de l'AFC à Kuala Lumpur. Les vingt-quatre équipes participantes (12 Région de l'Ouest et 12 Région de l'Est) sont placées dans deux pot de six équipes au sein de chaque région.
Les champions nationaux sont placés dans les pots 1, les autres clubs étant dans les pots 2, seul le tenant du titre est directement versé dans le pot 1 de sa région. Ainsi le champion d'Arabie Saoudite a ainsi été reversé dans le pot 2.
Le tirage au sort est effectué selon un tableau d'appariement prédéfini qui permet de connaitre les huit matchs de chaque équipe.

#### Pot du tirage au sort
| Pot 1                     | Pot 2              |
| ------------------------- | ------------------ |
| Al-Ahli FC T              | Al-Ittihad Club Ch |
| Shabab AlAhli Dubai FC Ch | Al-Hilal FC        |
| Al-Sadd SC Ch             | Sharjah FC         |
| Tractor SC Ch             | Al-Gharafa SC      |
| Nasaf Qarshi Ch           | Al-Wahda FC        |
| Al-Shorta SC Ch           | Al-Duhail SC       |

| Pot 1                    | Pot 2                |
| ------------------------ | -------------------- |
| Vissel Kobe Ch           | Sanfrecce Hiroshima  |
| Ulsan HD Ch              | Gangwon FC           |
| Shanghai Port FC Ch      | Shanghai Shenhua FC  |
| Buriram United Ch        | FC Machida Zelvia    |
| Melbourne City FC Ch     | FC Séoul             |
| Johor Darul Ta'zim FC Ch | Chengdu Rongcheng FC |

#### Résultat du tirage au sort
| Pot 1                     | Pot 2              |
| ------------------------- | ------------------ |
| A1 Al-Sadd SC             | A3 Al-Duhail SC    |
| B1 Shabab AlAhli Dubai FC | B3 Sharjah FC      |
| C1 Tractor SC             | C3 Al-Hilal FC     |
| A2 Nasaf Qarshi           | A4 Al-Gharafa SC   |
| B2 Al-Shorta SC           | B4 Al-Wahda FC     |
| C2 Al-Ahli FC             | C4 Al-Ittihad Club |

| Pot 1                    | Pot 2                   |
| ------------------------ | ----------------------- |
| D1 Shanghai Port FC      | D3 Shanghai Shenhua FC  |
| E1 Ulsan HD              | E3 FC Séoul             |
| F1 Buriram United        | F3 Sanfrecce Hiroshima  |
| D2 Melbourne City FC     | D4 Chengdu Rongcheng FC |
| E2 Johor Darul Ta'zim FC | E4 Gangwon FC           |
| F2 Vissel Kobe           | F4 FC Machida Zelvia    |

|          | Pot 1    | Pot 1     | Pot 1     | Pot 1    | Pot 2    | Pot 2     | Pot 2     | Pot 2 |
| Domicile | Domicile | Extérieur | Extérieur | Domicile | Domicile | Extérieur | Extérieur |       |
| -------- | -------- | --------- | --------- | -------- | -------- | --------- | --------- | ----- |
| A1       | B1       | C2        | C1        | B2       | B3       | C4        | C3        | B4    |
| B1       | C1       | A2        | A1        | C2       | C3       | A4        | A3        | C4    |
| C1       | A1       | B2        | B1        | A2       | A3       | B4        | B3        | A4    |
| A2       | C1       | B2        | B1        | C2       | C3       | B4        | B3        | C4    |
| B2       | A1       | C2        | C1        | A2       | A3       | C4        | C3        | A4    |
| C2       | B1       | A2        | A1        | B2       | B3       | A4        | A3        | B4    |
| A3       | B1       | C2        | C1        | B2       | B3       | C4        | C3        | B4    |
| B3       | C1       | A2        | A1        | C2       | C3       | A4        | A3        | C4    |
| C3       | A1       | B2        | B1        | A2       | A3       | B4        | B3        | A4    |
| A4       | C1       | B2        | B1        | C2       | C3       | B4        | B3        | C4    |
| B4       | A1       | B2        | C1        | A2       | A3       | C4        | C3        | A4    |
| C4       | B1       | A2        | A1        | B2       | B3       | A4        | A3        | B4    |

|          | Pot 1    | Pot 1     | Pot 1     | Pot 1    | Pot 2    | Pot 2     | Pot 2     | Pot 2 |
| Domicile | Domicile | Extérieur | Extérieur | Domicile | Domicile | Extérieur | Extérieur |       |
| -------- | -------- | --------- | --------- | -------- | -------- | --------- | --------- | ----- |
| D1       | E1       | F2        | F1        | E2       | E3       | F4        | F3        | E4    |
| E1       | F1       | D2        | D1        | F2       | F3       | D4        | D3        | F4    |
| F1       | D1       | E2        | E1        | D2       | D3       | E4        | E3        | D4    |
| D2       | F1       | E2        | E1        | F2       | F3       | E4        | E3        | F4    |
| E2       | D1       | F2        | F1        | D2       | D3       | F4        | F3        | D4    |
| F2       | F1       | D2        | D1        | E2       | E3       | D4        | D3        | E4    |
| D3       | E1       | F2        | F1        | E2       | E3       | F4        | F3        | E4    |
| E3       | F1       | D2        | D1        | F2       | F3       | D4        | D3        | F4    |
| F3       | D1       | E2        | E1        | D2       | D3       | E4        | E3        | D4    |
| D4       | F1       | E2        | E1        | F2       | F3       | E4        | E3        | F4    |
| E4       | D1       | E2        | F1        | D2       | D3       | F4        | F3        | D4    |
| F4       | E1       | D2        | D1        | E2       | E3       | D4        | D3        | E4    |

### Critères de départage
En cas d’égalité de points de plusieurs équipes à l'issue des matches de la phase de ligue, les critères suivants sont appliqués dans l'ordre indiqué pour établir leur classement :
1. Meilleure différence de buts dans tous les matches de la phase de ligue ;
2. Plus grand nombre de buts marqués dans tous les matches de la phase de ligue ;
3. Plus grand nombre de victoires dans tous les matches de la phase de ligue ;
4. Séance de tirs au but si les deux équipes se rencontre lors de la dernière journée de la ligue ;
5. Classement du Fair-play ;
6. Tirage au sort.

### Classements et résultats
Légende des classements
- Qualification pour les huitièmes de finale
- T : Tenant du titre de la Ligue des champions
- LC2 : Tenant du titre de la Ligue des champions 2

#### Classement de la Région Ouest
| Rang | Équipe                 | Pts | J | G | N | P | Bp | Bc | Diff |
| ---- | ---------------------- | --- | - | - | - | - | -- | -- | ---- |
| 1    | Al-Ahli FC T           | 0   | 0 | 0 | 0 | 0 | 0  | 0  | 0    |
| 2    | Shabab AlAhli Dubai FC | 0   | 0 | 0 | 0 | 0 | 0  | 0  | 0    |
| 3    | Al-Sadd SC             | 0   | 0 | 0 | 0 | 0 | 0  | 0  | 0    |
| 4    | Tractor SC             | 0   | 0 | 0 | 0 | 0 | 0  | 0  | 0    |
| 5    | Nasaf Qarshi           | 0   | 0 | 0 | 0 | 0 | 0  | 0  | 0    |
| 6    | Al-Shorta SC           | 0   | 0 | 0 | 0 | 0 | 0  | 0  | 0    |
| 7    | Al-Ittihad Club        | 0   | 0 | 0 | 0 | 0 | 0  | 0  | 0    |
| 8    | Al-Hilal FC            | 0   | 0 | 0 | 0 | 0 | 0  | 0  | 0    |
| 9    | Sharjah FC LC2         | 0   | 0 | 0 | 0 | 0 | 0  | 0  | 0    |
| 10   | Al-Gharafa SC          | 0   | 0 | 0 | 0 | 0 | 0  | 0  | 0    |
| 11   | Al-Wahda FC            | 0   | 0 | 0 | 0 | 0 | 0  | 0  | 0    |
| 12   | Al-Duhail SC           | 0   | 0 | 0 | 0 | 0 | 0  | 0  | 0    |

#### Classement de la Région Est
| Rang | Équipe                | Pts | J | G | N | P | Bp | Bc | Diff |
| ---- | --------------------- | --- | - | - | - | - | -- | -- | ---- |
| 1    | Vissel Kobe           | 0   | 0 | 0 | 0 | 0 | 0  | 0  | 0    |
| 2    | Ulsan HD              | 0   | 0 | 0 | 0 | 0 | 0  | 0  | 0    |
| 3    | Shanghai Port FC      | 0   | 0 | 0 | 0 | 0 | 0  | 0  | 0    |
| 4    | Buriram United        | 0   | 0 | 0 | 0 | 0 | 0  | 0  | 0    |
| 5    | Melbourne City FC     | 0   | 0 | 0 | 0 | 0 | 0  | 0  | 0    |
| 6    | Johor Darul Ta'zim FC | 0   | 0 | 0 | 0 | 0 | 0  | 0  | 0    |
| 7    | Sanfrecce Hiroshima   | 0   | 0 | 0 | 0 | 0 | 0  | 0  | 0    |
| 8    | Gangwon FC            | 0   | 0 | 0 | 0 | 0 | 0  | 0  | 0    |
| 9    | Shanghai Shenhua FC   | 0   | 0 | 0 | 0 | 0 | 0  | 0  | 0    |
| 10   | FC Machida Zelvia     | 0   | 0 | 0 | 0 | 0 | 0  | 0  | 0    |
| 11   | FC Séoul              | 0   | 0 | 0 | 0 | 0 | 0  | 0  | 0    |
| 12   | Chengdu Rongcheng FC  | 0   | 0 | 0 | 0 | 0 | 0  | 0  | 0    |

## Phase à élimination directe

### Huitièmes de finale
Il n'y a pas de tirage au sort pour les huitièmes de finale, les équipes s'affrontent en fonction de leur classement en phase de ligue au sein de leur zone régionale.
| Équipe            | Aller             | Total             | Retour            | Équipe            |
| Région de l'Ouest | Région de l'Ouest | Région de l'Ouest | Région de l'Ouest | Région de l'Ouest |
| ----------------- | ----------------- | ----------------- | ----------------- | ----------------- |
| 8e du classement  | -                 | -                 | -                 | 1er du classement |
| 7e du classement  | -                 | -                 | -                 | 2e du classement  |
| 6e du classement  | -                 | -                 | -                 | 3e du classement  |
| 5e du classement  | -                 | -                 | -                 | 4e du classement  |
| Région de l'Est   |                   |                   |                   |                   |
| 8e du classement  | -                 | -                 | -                 | 1er du classement |
| 7e du classement  | -                 | -                 | -                 | 2e du classement  |
| 6e du classement  | -                 | -                 | -                 | 3e du classement  |
| 5e du classement  | -                 | -                 | -                 | 4e du classement  |

### Phase finale centralisée
À partir des quarts de finale, les matchs sont centralisés en Arabie saoudite et le tirage au sort est dit intégral, sans séparation entre les zones régionales.

#### Quarts de finale
| Équipe | Score | Équipe |
| ------ | ----- | ------ |
|        | -     |        |
|        | -     |        |
|        | -     |        |
|        | -     |        |

#### Demi-finales
| Équipe | Score | Équipe |
| ------ | ----- | ------ |
|        | -     |        |
|        | -     |        |

#### Finale
| Équipe | Score | Équipe |
| ------ | ----- | ------ |
|        | -     |        |

#### Tableau final
|  | Quarts de finale | Quarts de finale | Quarts de finale | Quarts de finale |  |  | Demi-finales | Demi-finales | Demi-finales | Demi-finales |  |  | Finale | Finale | Finale | Finale |
|  |                  |                  |                  |                  |  |  |              |              |              |              |  |  |        |        |        |        |
|  |                  |                  |                  |                  |  |  |              |              |              |              |  |  |        |        |        |        |
|  |                  |                  |                  |                  |  |  |              |              |              |              |  |  |        |        |        |        |
|  |                  |                  |                  |                  |  |  |              |              |              |              |  |  |        |        |        |        |
|  |                  |                  |                  |                  |  |  |              |              |              |              |  |  |        |        |        |        |
|  |                  |                  |                  |                  |  |  |              |              |              |              |  |  |        |        |        |        |
|  |                  |                  |                  |                  |  |  |              |              |              |              |  |  |        |        |        |        |
|  |                  |                  |                  |                  |  |  |              |              |              |              |  |  |        |        |        |        |
|  |                  |                  |                  |                  |  |  |              |              |              |              |  |  |        |        |        |        |
|  |                  |                  |                  |                  |  |  |              |              |              |              |  |  |        |        |        |        |
|  |                  |                  |                  |                  |  |  |              |              |              |              |  |  |        |        |        |        |
|  |                  |                  |                  |                  |  |  |              |              |              |              |  |  |        |        |        |        |
|  |                  |                  |                  |                  |  |  |              |              |              |              |  |  |        |        |        |        |
|  |                  |                  |                  |                  |  |  |              |              |              |              |  |  |        |        |        |        |
|  |                  |                  |                  |                  |  |  |              |              |              |              |  |  |        |        |        |        |
|  |                  |                  |                  |                  |  |  |              |              |              |              |  |  |        |        |        |        |
|  |                  |                  |                  |                  |  |  |              |              |              |              |  |  |        |        |        |        |
|  |                  |                  |                  |                  |  |  |              |              |              |              |  |  |        |        |        |        |
|  |                  |                  |                  |                  |  |  |              |              |              |              |  |  |        |        |        |        |
|  |                  |                  |                  |                  |  |  |              |              |              |              |  |  |        |        |        |        |
|  |                  |                  |                  |                  |  |  |              |              |              |              |  |  |        |        |        |        |
|  |                  |                  |                  |                  |  |  |              |              |              |              |  |  |        |        |        |        |
|  |                  |                  |                  |                  |  |  |              |              |              |              |  |  |        |        |        |        |
|  |                  |                  |                  |                  |  |  |              |              |              |              |  |  |        |        |        |        |
|  |                  |                  |                  |                  |  |  |              |              |              |              |  |  |        |        |        |        |
|  |                  |                  |                  |                  |  |  |              |              |              |              |  |  |        |        |        |        |

## Nombre d'équipes par association et par tour
L'ordre des fédérations est établi suivant le Classement des compétitions de clubs de l'AFC.

### Région Ouest
| Associations        |       | Barrages       | +   | Phase de groupes                                | Huitièmes de finale | Quarts de finale | Demi-finales | Finale |
| ------------------- | ----- | -------------- | --- | ----------------------------------------------- | ------------------- | ---------------- | ------------ | ------ |
| Arabie saoudite     |       |                | +3  | 3 Al-Ahli FC Al-Ittihad Club Al-Hilal FC        |                     |                  |              |        |
| Émirats arabes unis |       |                | +3  | 3 Sharjah FC Shabab AlAhli Dubai FC Al-Wahda FC |                     |                  |              |        |
| Qatar               |       | 1 Al-Duhail SC | +2  | 3 Al-Sadd SC Al-Gharafa SC Al-Duhail SC         |                     |                  |              |        |
| Iran                |       | 1 Sepahan SC   | +1  | 1 Tractor SC                                    |                     |                  |              |        |
| Ouzbékistan         |       |                | +1  | 1 Nasaf Qarshi                                  |                     |                  |              |        |
| Irak                |       |                | +1  | 1 Al-Shorta SC                                  |                     |                  |              |        |
| Total               | Total | 2              | +11 | 12                                              | 8                   | 4                |              |        |

### Région Est
| Associations |       | Barrages               | +   | Phase de groupes                                            | Huitièmes de finale | Quarts de finale | Demi-finales | Finale |
| ------------ | ----- | ---------------------- | --- | ----------------------------------------------------------- | ------------------- | ---------------- | ------------ | ------ |
| Japon        |       |                        | +3  | 3 Sanfrecce Hiroshima Vissel Kobe FC Machida Zelvia         |                     |                  |              |        |
| Corée du Sud |       |                        | +3  | 3 Gangwon FC Ulsan HD FC Séoul                              |                     |                  |              |        |
| Chine        |       | 1 Chengdu Rongcheng FC | +2  | 3 Shanghai Port FC Shanghai Shenhua FC Chengdu Rongcheng FC |                     |                  |              |        |
| Thaïlande    |       | 1 Bangkok United       | +1  | 1 Buriram United                                            |                     |                  |              |        |
| Australie    |       |                        | +1  | 1 Melbourne City FC                                         |                     |                  |              |        |
| Malaisie     |       |                        | +1  | 1 Johor Darul Ta'zim FC                                     |                     |                  |              |        |
| Total        | Total | 2                      | +11 | 12                                                          | 8                   | 4                |              |        |